# Michael Sprigg

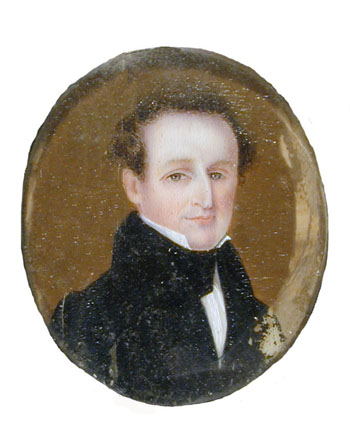
Michael Sprigg

Michael Cresap Sprigg (* 1. Juli 1791 in Frostburg, Allegany County, Maryland; † 18. Dezember 1845 in Cumberland, Maryland) war ein US-amerikanischer Politiker. Zwischen 1827 und 1831 vertrat er den Bundesstaat Maryland im US-Repräsentantenhaus.

## Werdegang
Michael Sprigg war der ältere Bruder von James Sprigg (1802–1852), der den Staat Kentucky im US-Repräsentantenhaus vertrat. Er besuchte die öffentlichen Schulen seiner Heimat und bekleidete dort verschiedene lokale Ämter. Politisch schloss sich Sprigg in den 1820er Jahren der Bewegung um den späteren Präsidenten Andrew Jackson an und wurde Mitglied der von diesem 1828 gegründeten Demokratischen Partei. Zwischen 1821 und 1844 saß er mehrfach im Abgeordnetenhaus von Maryland.
Bei den Kongresswahlen des Jahres 1826 wurde Sprigg im vierten Wahlbezirk von Maryland in das US-Repräsentantenhaus in Washington, D.C. gewählt, wo er am 4. März 1827 die Nachfolge von Thomas Contee Worthington antrat. Nach einer Wiederwahl konnte er bis zum 3. März 1831 zwei Legislaturperioden im Kongress absolvieren. Dort war er Vorsitzender des Ausschusses zur Verwaltung der staatlichen Liegenschaften. Seit dem Amtsantritt von Präsident Jackson im Jahr 1829 wurde innerhalb und außerhalb des Kongresses heftig über dessen Politik diskutiert. Dabei ging es um die umstrittene Durchsetzung des Indian Removal Act, den Konflikt mit dem Staat South Carolina, der in der Nullifikationskrise gipfelte, und die Bankenpolitik des Präsidenten.
In den Jahren 1841 und 1842 war Sprigg Präsident der Chesapeake & Ohio Canal Co. Er starb am 18. Dezember 1845 in Cumberland, wo er auch beigesetzt wurde.